# 7. Biathlon-Weltcup 2019/20 (Nové Město na Moravě)
Der 7. Biathlon-Weltcup der Saison 2019/20 fand in Tschechien in Nové Město na Moravě statt. Die Wettbewerbe dort bildeten den Auftakt des dritten und letzten Trimesters des Biathlon-Weltcups. Zugleich waren es die ersten nach den Weltmeisterschaften von Antholz. Ausgetragen wurden die Wettkämpfe in der Vysočina Arena. Dieses Jahr fanden die Rennen zwischen dem 5. und 8. März 2020 statt.

## Wettkampfprogramm
| Datum      | Frauen    | Frauen                | Männer    | Männer               |
| ---------- | --------- | --------------------- | --------- | -------------------- |
| Do, 5.3.20 | 17:35 Uhr | Sprint (7,5 km)       |           |                      |
| Fr, 6.3.20 |           |                       | 17:30 Uhr | Sprint (10 km)       |
| Sa, 7.3.20 | 14:00 Uhr | Staffel (4 × 6 km)    | 17:00 Uhr | Staffel (4 × 7,5 km) |
| So, 8.3.20 | 11:45 Uhr | Massenstart (12,5 km) | 13:45 Uhr | Massenstart (15 km)  |

## Teilnehmende Nationen
| - Belgien - Bulgarien - Deutschland - Estland - Finnland - Frankreich - Griechenland - Italien - Japan - Kanada | - Kasachstan - Lettland - Litauen - Nordmazedonien - Norwegen - Österreich - Polen - Rumänien - Russland - Schweden | - Schweiz - Slowakei - Slowenien - Südkorea - Tschechien - Ukraine - Vereinigte Staaten - Volksrepublik China - Belarus |

## Ausgangslage
Die Rennen in Nové Město na Moravě waren die ersten nach den Weltmeisterschaften, bei denen die Norweger Johannes Thingnes Bø bei den Männern mit sechs Medaillen (darunter drei Goldmedaillen) und Marte Olsbu Røiseland bei den Frauen mit sieben Medaillen (fünf Goldmedaillen) als erfolgreichste Athleten hervorgegangen waren. Auch im gesamten Medaillenspiegel lagen die Norweger vorne, die in der Hälfte der Disziplinen den bzw. die Weltmeister stellen konnten. Bei den Wettbewerben gut zwei Wochen später in Tschechien ging die erfolgreichste Medaillensammlerin Røiseland jedoch nicht an den Start.
Am 2. März, also drei Tage vor dem Beginn der Wettkämpfe, gab die IBU bekannt, dass Zuschauer von den Wettkämpfen in der Vysočina Arena ausgeschlossen sind. Grund für diese Entscheidung ist ein Entschluss des nationalen Sicherheitsrats Tschechiens, um eine mögliche Ausbreitung des neuartigen SARS-CoV-2-Virus zu verhindern, nachdem es in Tschechien am Tag zuvor erste Infizierte gegeben hatte. Die Veranstalter rechneten mit etwa 100.000 Zuschauern, die die Wettkämpfe besuchen wollten. Um die Gesundheit der Athleten sicherzustellen, gab es zusätzliche Schutzmaßnahmen, wie zum Beispiel einen Mindestabstand in der Mixed-Zone von 1,5 Metern oder zusätzliche Desinfektionsmittel. Auch auf die sonst obligatorischen Pressekonferenzen wurde diesmal verzichtet.

## Ergebnisse
| 7. Weltcup in Nové Město na Moravě, 5. März bis 8. März 2020 | 7. Weltcup in Nové Město na Moravě, 5. März bis 8. März 2020 | 7. Weltcup in Nové Město na Moravě, 5. März bis 8. März 2020                         | 7. Weltcup in Nové Město na Moravě, 5. März bis 8. März 2020          | 7. Weltcup in Nové Město na Moravě, 5. März bis 8. März 2020              |
| ------------------------------------------------------------ | ------------------------------------------------------------ | ------------------------------------------------------------------------------------ | --------------------------------------------------------------------- | ------------------------------------------------------------------------- |
| Datum                                                        | Disziplin                                                    | Erster Platz                                                                         | Zweiter Platz                                                         | Dritter Platz                                                             |
| 5. März 2020 (Do.)                                           | Sprint (7,5 km)                                              | Denise Herrmann                                                                      | Anaïs Bescond                                                         | Markéta Davidová                                                          |
| 6. März 2020 (Fr.)                                           | Sprint (10 km)                                               | Johannes Thingnes Bø                                                                 | Quentin Fillon Maillet                                                | Tarjei Bø                                                                 |
| 7. März 2020 (Sa.)                                           | Staffel (4 × 6 km)                                           | NorwegenKaroline Offigstad Knotten Ida Lien Ingrid Landmark Tandrevold Tiril Eckhoff | FrankreichJulia Simon Justine Braisaz Chloé Chevalier Anaïs Bescond   | DeutschlandKarolin Horchler Vanessa Hinz Franziska Preuß Denise Herrmann  |
| 7. März 2020 (Sa.)                                           | Staffel (4 × 7,5 km)                                         | NorwegenVetle Sjåstad Christiansen Johannes Dale Tarjei Bø Johannes Thingnes Bø      | UkraineArtem Pryma Serhij Semenow Ruslan Tkalenko Dmytro Pidrutschnyj | SchwedenSebastian Samuelsson Jesper Nelin Peppe Femling Martin Ponsiluoma |
| 8. März 2020 (So.)                                           | Massenstart (12,5 km)                                        | Tiril Eckhoff                                                                        | Hanna Öberg                                                           | Franziska Preuß                                                           |
| 8. März 2020 (So.)                                           | Massenstart (15 km)                                          | Johannes Thingnes Bø                                                                 | Émilien Jacquelin                                                     | Arnd Peiffer                                                              |

## Verlauf

### Sprint

#### Männer
Start: Freitag, 6. März 2020, 17:30 Uhr
| Platz | Sportler               | Zeit    | Schießfehler |
| ----- | ---------------------- | ------- | ------------ |
| 1     | Johannes Thingnes Bø   | 24:56,8 | 0+0          |
| 2     | Quentin Fillon Maillet | +22,8   | 0+0          |
| 3     | Tarjei Bø              | +1:01,1 | 0+0          |
| 4     | Michal Krčmář          | +1:14,1 | 0+0          |
| 5     | Jakov Fak              | +1:16,6 | 0+0          |
| 6     | Martin Fourcade        | +1:19,1 | 0+1          |
| 7     | Tero Seppälä           | +1:29,5 | 0+0          |
| 8     | Simon Desthieux        | +1:37,6 | 1+1          |
| 9     | Johannes Dale          | +1:42,8 | 1+0          |
| 10    | Émilien Jacquelin      | +1:44,4 | 1+0          |

Gemeldet: 109 Athleten, nicht am Start: 2, nicht beendet: 1
Ein erneuter Sieg von Johannes Thingnes Bø auch beim Sprint in Nové Město. Bereits zum achten Mal in dieser Saison stand der Norweger ganz oben auf dem Podest. Auf den weiteren Plätzen landeten Quentin Fillon Maillet und, bereits mit über eine Minute Rückstand Bøs Bruder Tarjei. Der Weltmeister Alexander Loginow landete jenseits der besten 60 und war am Ende sogar nur 65. Auch die deutschen Biathlonmänner enttäuschten, mit Johannes Kühn kam der Beste als 11. ins Ziel. Erfreulicher verlief das Rennen hingegen zum Beispiel für Tero Seppälä. Der Finne landete nach fehlerfreiem Schießen erstmals in seiner Karriere unter den besten 20. Auch Italiens bester Athlet Tommaso Giacomel konnte bei seinem allerersten Weltcuprennen als 27. gleich unter die besten 30 laufen und war somit der Erste seines Landes. Bei den Österreichern war dies Felix Leitner (19.) und bei dem Team aus der Schweiz Jeremy Finello (25.).

#### Frauen
Start: Donnerstag, 5. März 2020, 17:35 Uhr
| Platz | Sportler               | Zeit    | Schießfehler |
| ----- | ---------------------- | ------- | ------------ |
| 1     | Denise Herrmann        | 18:51,0 | 0+0          |
| 2     | Anaïs Bescond          | +27,2   | 0+0          |
| 3     | Markéta Davidová       | +49,7   | 1+0          |
| 4     | Mari Eder              | +59,0   | 1+0          |
| 5     | Tiril Eckhoff          | +1:11,1 | 0+2          |
| 6     | Hanna Öberg            | +1:11,7 | 1+0          |
| 7     | Lisa Vittozzi          | +1:13,7 | 1+1          |
| 8     | Elvira Öberg           | +1:22,4 | 0+0          |
| 9     | Monika Hojnisz-Staręga | +1:24,4 | 1+1          |
| 10    | Justine Braisaz        | +1:24,6 | 2+1          |

Gemeldet: 99 Athletinnen, nicht am Start: 1
Denise Herrmann konnte ihren zweiten Erfolg in dieser Saison feiern. Mit der niedrigen Startnummer drei kam die 31-jährige als Erste ins Ziel und musste auf die Konkurrenz anschließend warten. Doch weder die fehlerfrei schießende Französin Bescond noch die Lokalmatadorin Davidová konnten Herrmanns Sieg gefährden. Im anschließenden Interview sagte die Deutsche über das „Geisterrennen“ beim ZDF: „Am Schießstand war es sicher kein Nachteil, fokussiert sein Ding machen zu können.“ Im Kampf um den Gesamtweltcup konnten Tiril Eckhoff (5.) und Hanna Öberg (6.) einige Punkte auf die in Führung liegende Dorothea Wierer gutmachen, die nicht über Platz 24 hinauskam. Als beste Österreicherin wurde Lisa Hauser auf Platz 15, die beste Schweizerin Aita Gasparin auf Rang 30 geführt.

### Staffel

#### Männer
Start: Samstag, 7. März 2020, 17:00 Uhr
| Platz | Land        | Sportler                                                                     | Zeit      | Strafrunden + Nachlader         |
| ----- | ----------- | ---------------------------------------------------------------------------- | --------- | ------------------------------- |
| 1     | Norwegen    | Vetle Sjåstad Christiansen Johannes Dale Tarjei Bø Johannes Thingnes Bø      | 1:10:25,3 | 0+1 0+1 0+2 0+0 0+0 0+1 0+0 0+0 |
| 2     | Ukraine     | Artem Pryma Serhij Semenow Ruslan Tkalenko Dmytro Pidrutschnyj               | +38,2     | 0+0 0+2 0+1 0+0 0+0 0+1         |
| 3     | Schweden    | Sebastian Samuelsson Jesper Nelin Peppe Femling Martin Ponsiluoma            | +43,3     | 0+1 0+0 0+0 1+3 0+3 0+0 0+1 0+0 |
| 4     | Russland    | Matwei Jelissejew Jewgeni Garanitschew Eduard Latypow Said Karimulla Chalili | +46,9     | 0+2 0+0 0+0 0+2 0+3 0+0 0+0 0+0 |
| 5     | Deutschland | Simon Schempp Philipp Horn Arnd Peiffer Benedikt Doll                        | +57,2     | 0+0 0+2 0+3 1+3 0+0 0+0 0+1 0+1 |

Gemeldet und am Start: 26 Nationen, überrundet: 6
Das letzte Staffelrennen der Saison konnte erneut die Staffel aus Norwegen gewinnen. Durch ihren vierten Erfolg im sechsten Rennen konnte die Mannschaft um Schlussläufer und Superstar Johannes Thingnes Bø den Staffelweltcup für die Skandinavier bereits zum dritten Mal in Folge. Die Franzosen, die in Antholz Weltmeister wurden, landeten nur auf Rang 15. Dabei gab der zweite Läufer Émilien Jacquelin nur zwei Nachlandeschüsse ab und lief anschließend in die Strafrunde, obwohl er eigentlich noch eine Patrone zur Verfügung hatte. Dies führte zu einer zweiminütigen Strafe, ohne diesen Fauxpas wäre das Team auf Rang 8 gelandet, aber dennoch konnten sie den zweiten Platz im Staffelweltcup erreichen. Die ukrainische Mannschaft konnte erstmals seit den Weltmeisterschaften 2011 wieder auf das Podest laufen. Das schwedische Team komplettierte das Podium als Dritter. Auch die Mannschaften aus Italien (6.), der Schweiz (9.) und Österreich (10.) landeten unter den Top 10.

#### Frauen
Start: Samstag, 7. März 2020, 14:00 Uhr
| Platz | Land        | Sportler                                                                     | Zeit      | Strafrunden + Nachlader         |
| ----- | ----------- | ---------------------------------------------------------------------------- | --------- | ------------------------------- |
| 1     | Norwegen    | Karoline Offigstad Knotten Ida Lien Ingrid Landmark Tandrevold Tiril Eckhoff | 1:09:14,8 | 0+3 0+1 0+0 0+2 0+1 0+0         |
| 2     | Frankreich  | Julia Simon Justine Braisaz Chloé Chevalier Anaïs Bescond                    | +28,7     | 0+2 0+3 0+0 1+3 0+0 0+0 0+1 0+1 |
| 3     | Deutschland | Karolin Horchler Vanessa Hinz Franziska Preuß Denise Herrmann                | +57,0     | 0+1 0+3 0+1 0+1 0+0 1+3 0+2 0+3 |
| 4     | Ukraine     | Anastassija Merkuschyna Julija Dschyma Walentyna Semerenko Olena Pidhruschna | +58,5     | 0+1 0+2 0+0 0+2 0+1 0+3 0+0 1+3 |
| 5     | Russland    | Jekaterina Jurlowa-Percht Irina Starych Larissa Kuklina Kristina Reszowa     | +1:11,7   | 0+2 0+2 0+0 1+3 0+0 0+1 0+2 0+2 |

Gemeldet und am Start: 23 Nationen, überrundet: 4

Im sechsten und letzten Staffelrennen gewannen erneut die Norwegerinnen, die durch ihren Erfolg alle sechs Rennen der Saison gewannen. Die Mannschaft stand bereits vor dem Rennen als Sieger des Staffelweltcups fest. Auf dem zweiten Platz des Weltcups landete die Schweiz, die trotz des 9. Platz beim Rennen in Nové Město diesen Rang verteidigen konnten, aber Punktgleich mit dem deutschen Team, das Tages Dritte wurde. Denise Herrmann setzte sich im Schlusssprint gegen Olena Pidhruschna durch. Die Italienerinnen um Dorothea Wierer wurden beim letzten Staffelrennen der Saison 6. Die Mannschaft aus Österreich schoss gleich fünf Strafrunden und belegte am Ende Rang 11. 

### Massenstart

#### Männer
Start: Sonntag, 8. März 2020, 13:45 Uhr
| Platz | Sportler                   | Zeit    | Schießfehler |
| ----- | -------------------------- | ------- | ------------ |
| 1     | Johannes Thingnes Bø       | 39:32,7 | 1+1+1+0      |
| 2     | Émilien Jacquelin          | +15,1   | 0+0+0+0      |
| 3     | Arnd Peiffer               | +25,0   | 0+0+0+1      |
| 4     | Dmytro Pidrutschnyj        | +27,9   | 0+1+0+1      |
| 5     | Erlend Bjøntegaard         | +27,9   | 0+1+0+1      |
| 6     | Johannes Dale              | +34,1   | 0+0+2+0      |
| 7     | Vetle Sjåstad Christiansen | +38,9   | 0+0+1+1      |
| 8     | Quentin Fillon Maillet     | +44,8   | 0+0+1+0      |
| 9     | Dominik Windisch           | +52,3   | 0+0+0+2      |
| 10    | Tarjei Bø                  | +53,7   | 0+1+1+1      |

Gemeldet und am Start: 30 Athleten
Nachdem am Vormittag bei den Damen schon mit Tiril Eckhoff eine Norwegerin gewonnen hatte, konnte es Johannes Thingnes Bø nur zwei Stunden später seiner Landsfrau nachmachen. Trotz dreier Fehler am Schießstand setzte sich der Norweger vor dem fehlerfreien Émilien Jacquelin durch. Ebenfalls wie beim Frauenrennen erreichte auch ein deutscher Teilnehmer das Podest. Für Arnd Peiffer reichte es mit einem Fehler beim abschließenden Stehenschießen für den Bronzerang. Allgemein dominiert wurde auch dieses Rennen wieder von der norwegischen Mannschaft, die fünf unter den besten zehn Athleten stellte, auch wenn Bjøntegaard, Dale und Christiansen auf der Schlussrunde nicht mehr an Peiffer und Pidrutschnyj vorbeikamen. Die beiden Österreicher Simon Eder und Felix Leitner kamen auf den Positionen 22 und 23 ins Ziel. Ein Athlet aus der Schweiz konnte sich nicht für den letzten Wettbewerb in Nové Město qualifizieren.

#### Frauen
Start: Sonntag, 8. März 2020, 11:45 Uhr
| Platz | Sportler               | Zeit    | Schießfehler |
| ----- | ---------------------- | ------- | ------------ |
| 1     | Tiril Eckhoff          | 34:00,8 | 0+0+0+1      |
| 2     | Hanna Öberg            | +25,3   | 1+0+0+0      |
| 3     | Franziska Preuß        | +32,4   | 1+0+0+0      |
| 4     | Justine Braisaz        | +41,3   | 0+1+0+2      |
| 5     | Dorothea Wierer        | +43,2   | 0+1+2+0      |
| 6     | Monika Hojnisz-Staręga | +43,5   | 1+0+0+1      |
| 7     | Kaisa Mäkäräinen       | +59,7   | 1+2+0+0      |
| 8     | Emma Lunder            | +1:09,6 | 1+2+0+0      |
| 9     | Walentyna Semerenko    | +1:14,5 | 0+2+0+1      |
| 10    | Larissa Kuklina        | +1:21,5 | 1+0+3+0      |

Gemeldet und am Start: 30 Athletinnen
Beim siebten Saisonsieg von Tiril Eckhoff entwickelte sich vor allem dahinter ein spannendes Rennen. Franziska Preuß, die als Siebte zum letzten Schießen gekommen war, schoss als einzige Athletin in ihrer Gruppe fehlerfrei und verließ den Schießstand somit als Dritte hinter Eckhoff und der Schwedin Öberg. Preuß verteidigte ihre Position bis ins Ziel und erreichte damit ihr bestes Saisonresultat. Beste Athletin aus Österreich war Lisa Hauser, die auf dem 15. Rang ins Ziel kam. Als einzige Schweizerin ging Lena Häcki an den Start am Ende 22. mit fünf Fehlern bei den Schießen.

## Auswirkungen

### Auf den Gesamtweltcup
Johannes Thingnes Bø konnte den Rückstand im Gesamtweltcup weiter verkürzen. Seitdem der Norweger im Januar eine „Babypause“ eingelegt hatte, verringerte er kontinuierlich den Rückstand auf den führenden Martin Fourcade, den er jetzt auf dem zweiten Platz liegend versucht einzuholen. Gemeinsam mit Quentin Fillon Maillet hatte sich bereits ein Trio abgesetzt. Die ersten drei hatten gut 100 Punkte Vorsprung vor ihren Verfolgern. Die Dominanz von Norwegern und Franzosen zeigte sich auch im Gesamtweltcup, in dem weiterhin die ersten sieben Athleten aus diesen Nationen kamen.
Bei den Frauen führte weiterhin Dorothea Wierer. Erste Verfolgerin war wieder Tiril Eckhoff, die auf nach für sie schwachen Weltmeisterschaften auf den dritten Rang im Gesamtweltcup zurückgefallen war. Diesen belegte wieder Hanna Öberg, die nach den Weltmeisterschaften vorübergehend an Eckhoff vorbeigezogen war. Da Marte Olsbu Røiseland in Nové Město nicht am Start war, konnte Denise Herrmann nach ihrem Sieg im Sprint an der Norwegerin vorbeiziehen.
Die Veränderung in der Tabelle beziehen sich jeweils auf die Weltmeisterschaften, deren Ergebnisse auch für die Weltcupwertung gelten:
| Rang | Name                       | Punkte | Siege | Verän- derung |
| ---- | -------------------------- | ------ | ----- | ------------- |
| 1    | Martin Fourcade            | 853    | 6     |               |
| 2    | Johannes Thingnes Bø       | 810    | 9     |               |
| 3    | Quentin Fillon Maillet     | 800    | 1     |               |
| 4    | Tarjei Bø                  | 702    |       |               |
| 5    | Émilien Jacquelin          | 632    | 1     |               |
| 6    | Simon Desthieux            | 630    |       |               |
| 7    | Johannes Dale              | 576    |       |               |
| 8    | Alexander Loginow          | 570    | 1     |               |
| 9    | Benedikt Doll              | 565    | 1     |               |
| 10   | Vetle Sjåstad Christiansen | 491    |       |               |

| Rang | Name                       | Punkte | Siege | Verän- derung |
| ---- | -------------------------- | ------ | ----- | ------------- |
| 1    | Dorothea Wierer            | 776    | 4     |               |
| 2    | Tiril Eckhoff              | 707    | 7     |               |
| 3    | Hanna Öberg                | 705    | 1     |               |
| 4    | Denise Herrmann            | 660    | 2     |               |
| 5    | Marte Olsbu Røiseland      | 597    | 3     |               |
| 6    | Justine Braisaz            | 507    | 1     |               |
| 7    | Ingrid Landmark Tandrevold | 500    |       |               |
| 8    | Paulína Fialková           | 489    |       |               |
| 9    | Franziska Preuß            | 487    |       |               |
| 10   | Julia Simon                | 467    |       |               |

### Auf die Disziplinenwertungen
Da durch die COVID-19-Pandemie die letzten Wettbewerbe der Saison in Oslo abgesagt wurden, fand der letzte Massenstart der Saison in Nové Město statt. Die kleine Kristallkugel bei den Männern konnte sich Johannes Thingnes Bø sichern, der vier der fünf Massenstartrennen gewann. Zweiter wurde Quentin Fillon Maillet, der ein Rennen für sich entscheiden konnte. Bei den Frauen konnte Dorothea Wierer die kleine Kristallkugel in der Massenstartwertung gewinnen, obwohl sie keines der fünf Rennen gewinnen konnte.
Bei den Staffelweltcups waren, sowohl bei den Frauen als auch bei den Männern, die Mannschaften aus Norwegen die erfolgreichsten, die jeweils die meistens der Rennen gewinnen konnten.

## Debütanten
Folgende Athleten nahmen zum ersten Mal an einem Biathlon-Weltcup teil. Dabei kann es sich sowohl um Individualrennen, aber auch um Staffelrennen handeln.
| Männer              | Frauen             |
| ------------------- | ------------------ |
| Matej Baloga        | Henrieta Horvátová |
| Didier Bionaz       | Ida Lien           |
| Tommaso Giacomel    | Andreea Mezdrea    |
| Sturla Holm Lægreid |                    |
| Heikki Laitinen     |                    |